# Płazów

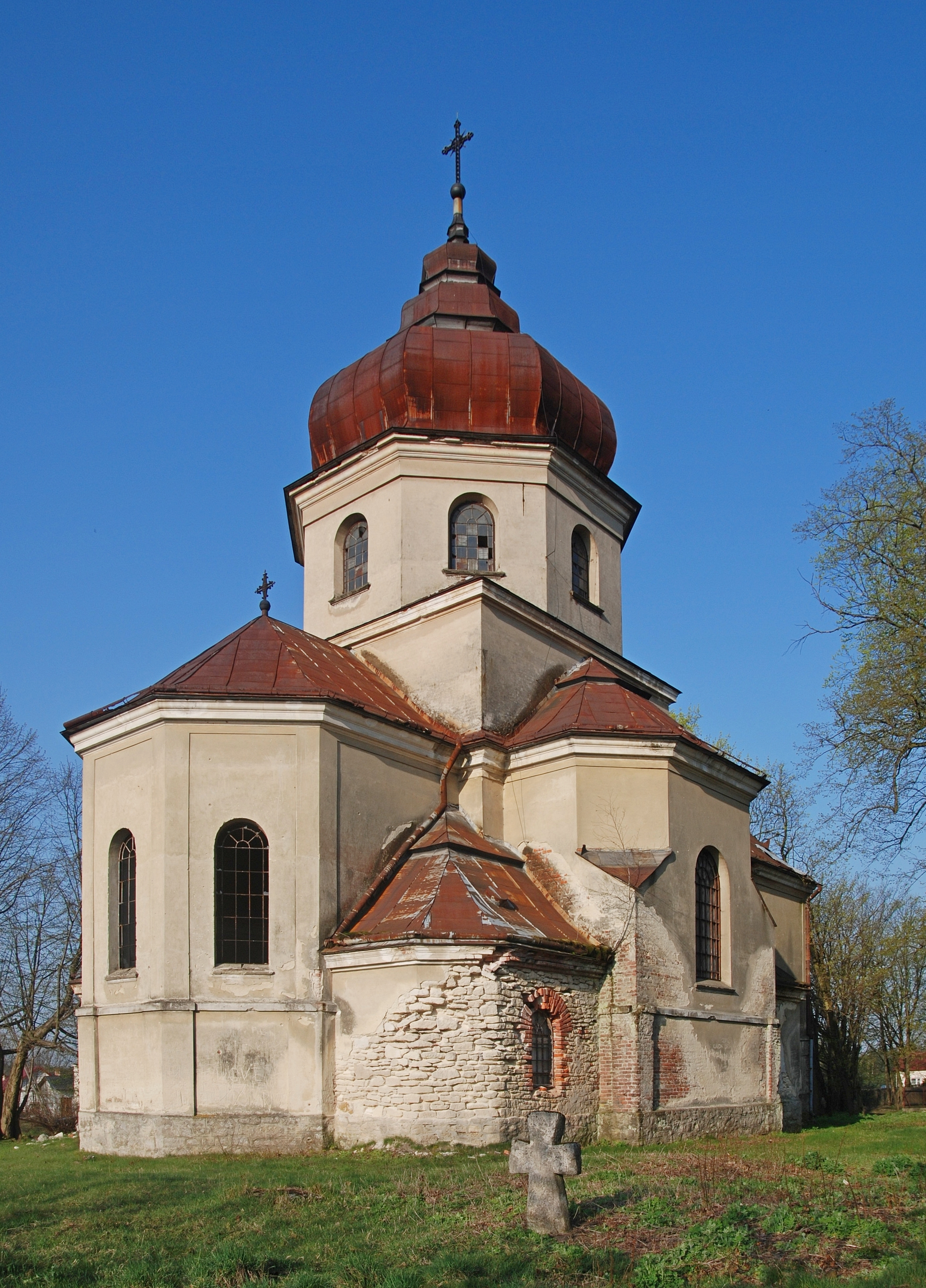
Cerkiew pw. Zaśnięcia Matki Bożej

Płazów (dawn. Błażów) – wieś (dawniej miasto) w Polsce położona w województwie podkarpackim, w powiecie lubaczowskim, w gminie Narol. Leży na pograniczu Płaskowyżu Tarnogrodzkiego i Równiny Biłgorajskiej, u podnóża krawędzi Roztocza Wschodniego. Przez wieś przepływa potok Lubówka, dopływ rzeczki Wirowa, uchodzącej do Tanwi.
Płazów uzyskał lokację miejską w 1614 roku, zdegradowany około 1815 roku, należał do starostwa niegrodowego lubaczowskiego na początku XVIII wieku.
W latach 1975–1998 miejscowość administracyjnie należała do województwa przemyskiego.

## Części wsi
| SIMC    | Nazwa | Rodzaj     |
| ------- | ----- | ---------- |
| 0607038 | Łozy  | przysiółek |

## Historia
Płazów był niegdyś miastem założonym na prawie magdeburskim w 1614 na mocy przywileju króla Zygmunta III Wazy. Założycielem miasta był Jan Płaza z Mstyczowa, starosta lubaczowski i niepołomicki. Miasto miało też drugą nazwę: Lubella, pochodzącą od nazwą rzeczki, nad którą leży. Nie osiągnęło nigdy dużego znaczenia, było jednak prężnym lokalnym ośrodkiem rzemiosła i wymiany towarowej. Jeszcze w 1785 r. władze austriacki zaliczały Płazów do miasteczek, wkrótce jednak (w nieznanym bliżej roku) utracił prawa miejskie.
W XIX wieku działał w Płazowie drzeworytnik Mateusz Kostrzycki, tradycję drzeworytniczą kontynuował jego syn Maciej. Produkowano głównie święte obrazki, które sprzedawane były na jarmarkach, odpustach i targach. Do obecnych czasów zachowało się 13 matryc z drzeworytami płazowskimi, wyeksponowane są w Muzeum Etnograficznym w Krakowie i stanowią jednolity największy i najcenniejszy tego typu zbiór w Polsce.
W 1921 roku w Płazowie było 173 domy. W 1934 roku została utworzona zbiorowa gmina Płazów, w której skład weszły dotychczasowe gminy jednostkowe: Płazów, Ruda Różaniecka, Huta Różaniecka, Żuków, Freifeld i Gorajec.
W II Rzeczypospolitej wieś w powiecie lubaczowskim województwa lwowskiego. W latach 1944–1946 nacjonaliści ukraińscy z OUN-UPA zamordowali tutaj 13 Polaków.
Od 22 sierpnia 1940 roku funkcjonował w Płazowie obóz pracy przymusowej dla Żydów, przebywało w nim około 1250 osób, głównie z Warszawy i okolic. Umiejscowiony był w centrum, około 100 metrów na północ od kościoła. Przetrzymywani w nim Żydzi zajmowali się głównie kopaniem rowu i sypania wału granicznego w okolicy Łówczy. Część tego wału do dziś można znaleźć w lasach między Łówczą a Płazowem. We wrześniu 1940 roku wybuchła w obozie epidemia czerwonki. Niemcy wtedy zabili część chorych i zakopani zostali w tworzonym wale granicznym. Na przełomie października i listopada 1940 roku obóz został likwidowany.
W 1954 roku gmina została podzielona na gromady, a w 1973 roku wieś włączono do gminy Narol.

## Kościół
Powstanie parafii w Płazowie pw. św. Archanioła Michała jest związane z założeniem miasta na mocy przywileju króla Zygmunta III Wazy w 1614 roku. Założyciel miasta Płazowa Jan Płaza z Mstyczowa, wielkorządca zamku krakowskiego oraz starosta lubaczowski i niepołomicki, zbudował drewnianą kaplicę dla o.o. Dominikanów, którzy zaraz z powodu braku uposażenia ją opuścili. W 1615 roku na prośbę miejscowej ludności bp Jerzy Zamoyski z Diecezji Chełmskiej zlecił opiekę nad kościołem ks. Sebastianowi Kozubskiemu (proboszczowi z Narola), a po jego śmierci, następnym proboszczem został ks. Błażej Zieliński.
Instalacji kanonicznej parafii dokonał ks. Jan Sosin wikariusz generalny biskupa Chełmskiego 12 czerwca 1630 roku. Ok. 1639 roku starosta lubaczowski Jerzy Ossoliński ufundował drewniany kościół pw. Świętej Trójcy i św. Michała Archanioła. W 1639 roku król Władysław IV Waza dokonał uposażenia parafii, do której należały: Płazów, Krupiec, Gorajec, Brusno i Żuków. W 1717 roku kościół spłonął i zaraz z fundacji starosty lubaczowskiego Adama Mikołaja Sieniawskiego, zbudowano następny drewniany kościół. Następnie do parafii przyłączono wsie: Hutę Bruśnieńską, Lubliniec, Rudę Rożaniecką, Rudkę Bruśnieńską i Hutę Borową.
W 1818 roku parafianie przy wsparciu barona Hermana Brunickiego i Zarządu Dóbr Kameralnych w Lubaczowie rozpoczęli budowę murowanego kościoła, który został poświęcony 6 stycznia 1822 roku, a konsekrowany w 1843 roku. W 1849 roku do parafii przyłączono Łówczę. W 1912 roku powstała placówka filialna parafii Płazów w Nowym Bruśnie, w 1945 roku w Hucie Różanieckiej, w 1966 roku w Rudzie Różanieckiej.

## Edukacja
Początki szkolnictwa parafialnego w Płazowie są datowane na początek XIX wieku, gdy na jakiś czas przed 1830 rokiem powstała ruska szkoła parafialna (Schola parochialis).
W 1864 roku jest wzmiankowana szkoła parafialna ruska, której nauczycielem był Michał Krussu. W latach 1867–1873 była szkoła trywialna. W latach 1873–1874 szkoła ponownie była parafialna, a w latach 1874-1879 była filialna. Od 1879 roku szkoła stała się jednoklasowa; szkoły wiejskie były męskie, a od 1890 roku stały się mieszane (koedukacyjne). Od 1897 roku szkoła posiadała nauczycieli pomocniczych, którymi byli: Jan Krasucki (1897-1898), Michał Horoszko (1898-1900), Władysław Zatlowski (1900-1901), Klementyna Budzyńska (1903-1904), Maria Barówna (1905-1907), Natalia Koralewicz (1907-1909), Weronika Koralewicz (1909-1914).
Kierownicy Szkoły w Płazowie.
1863–1864. Michał Krussu.
1864–1865. Michał Krupa.
1865–1872. Grzegorz Kopyściak.
1872–1874. Dymitr Łepak.
1874–1875. Jan Chomin.
1875–1876. ks. Aleksander Maciejewicz.
1876–1877. ks. Jan Niziołek.
1877–1879. Jerzy Kapuściak.
1879–1882. Karol Polakiewicz.
1882–1889. Teodor Kondrat.
1889–1891. Piotr Fitowski.
1891–1894. Teodor Kondrat.
1894–1895. Stanisław Maszlanka.
1895–1902. Józef Kokurewicz.
1902–1906. Eustachy Budzynowski.
1906–1907. Zofia Barówna.
1907–1914(?). Józef Koralewicz.

## Zabytki
- Układ miasteczka z placem dawnego rynku i siecią wąskich uliczek, bez historycznej zabudowy;
- Murowany rzymskokatolicki kościół parafii św. Michała Archanioła, zbudowany w latach 1818-1821 r. na miejscu poprzednich, drewnianych obiektów (pierwszy z 1614 r., drugi z pocz. XVIII w.), konsekrowany w 1843 r. Przed kościołem stoją dwie parawanowe dzwonnice i pomnik z 1928 r. upamiętniający 10 rocznicę odzyskania niepodległości, odnowiony w 1991 r.;
- Murowana cerkiew pw. Zaśnięcia Matki Bożej z 1936 zbudowana na miejscu drewnianej z 1728, nieużywana;
- Murowany budynek dawnej karczmy z przełomu XVIII i XIX wieku.